# Izakaya

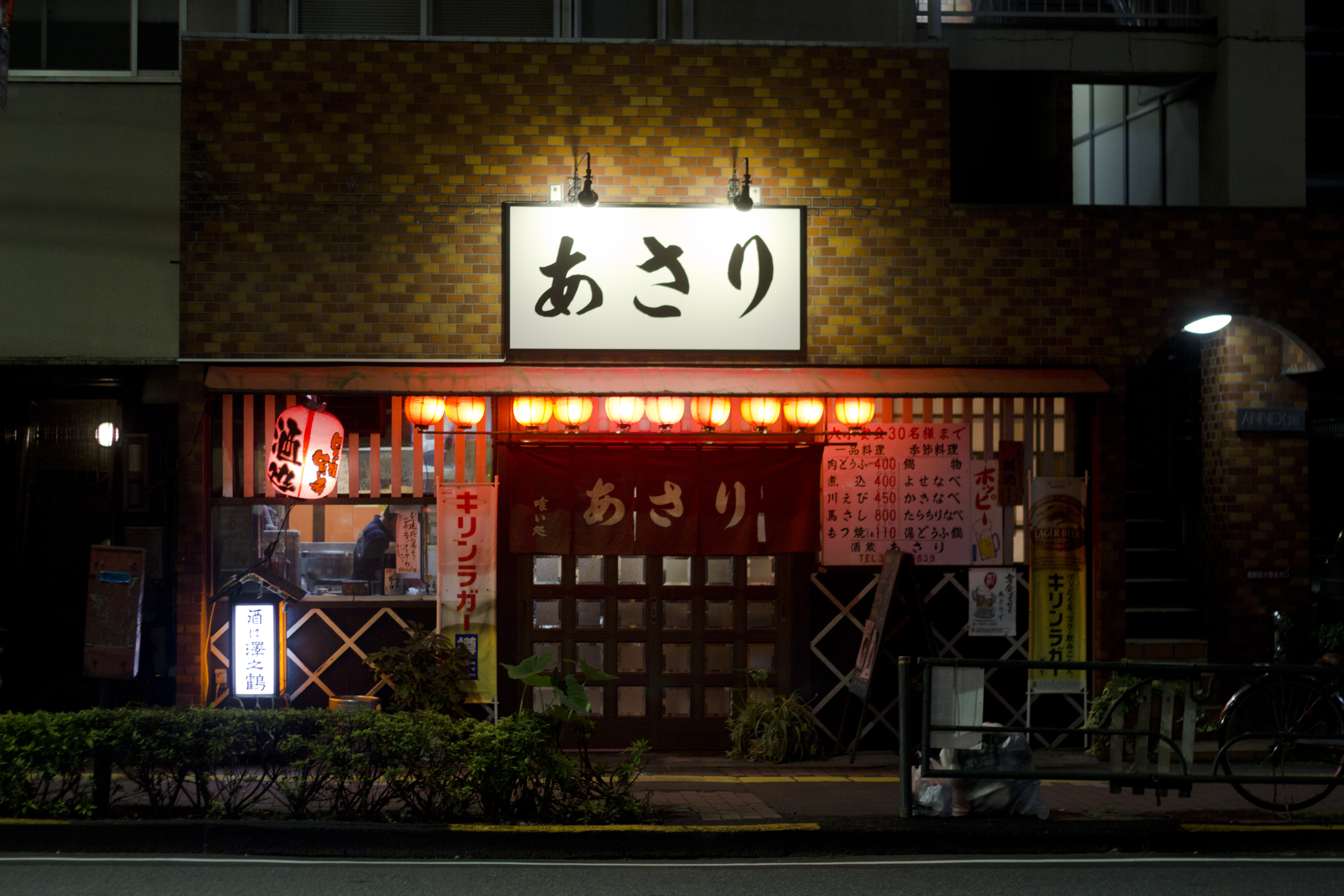
Un izakaya à Gotanda (Tokyo). L'écriteau à droite indique un menu composé de plats habituels (sa partie de gauche) et d'entrées de saison, nabe (sa partie de droite).

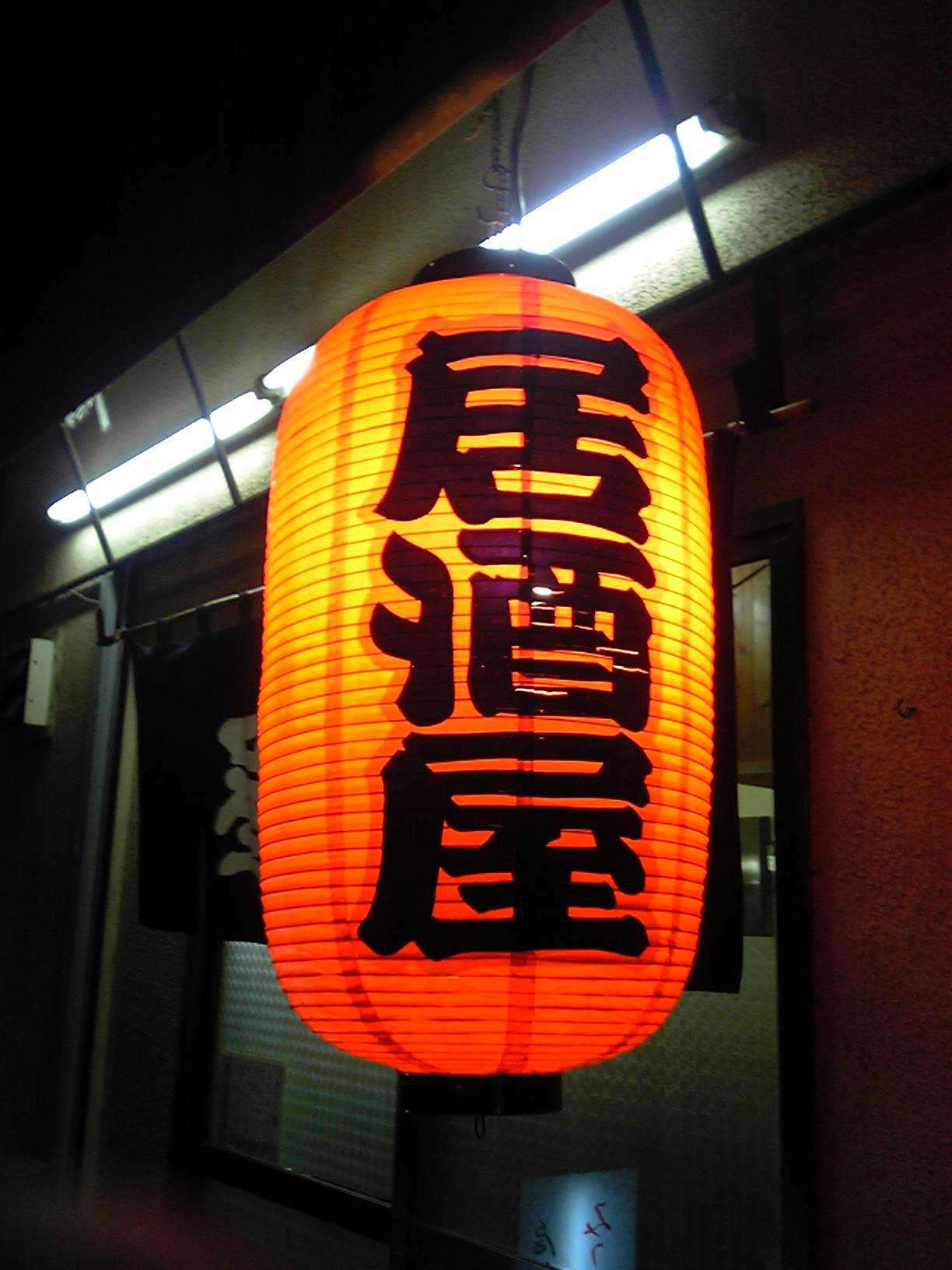
Enseigne d’izakaya en forme de lanterne.

L'izakaya (居酒屋), parfois francisé en isakaya, occupe au Japon la place du bistrot ou du bar à vin en France, du pub en Angleterre ou du restaurant à tapas en Espagne. Il y a environ 20 000 izakaya au Japon. Littéralement, l’izakaya est un lieu où l’on sert des boissons alcoolisées, le caractère 酒 en position centrale signifiant alcool. 
Fréquenté le soir, on y boit traditionnellement de la bière, de l'alcool de patate douce (shōchū) du saké (nihonshū). On commande au cours de la soirée des plats chauds ou froids que l’on se partage entre amis ou collègues dans une ambiance décontractée.
La carte, plus ou moins élaborée, va de quelques plats simples à une carte presque gastronomique et peut être complétée par des plats du jour, le poisson du marché, la marmite de saison. On appelle parfois les izakaya akachōchin (lanterne rouge) en raison des lanternes en papier rouge traditionnellement suspendues à l'entrée des débits de boissons alcoolisées.
Dans un izakaya de quartier, on peut simplement venir boire un verre et picorer quelques tsukemono en discutant avec  le patron ou la patronne, en attendant d'avoir une plus grande faim ou l'arrivée de ses amis. Les plats sont servis généralement à la table.
Il est possible de fumer dans certains izakaya.

## Styles
Dans les quartiers animés de Tōkyō ou Ōsaka, certains izakaya peuvent occuper plusieurs étages, d’autres, minuscules, souvent gérés familialement ou par une seule personne, accueillent une poignée d’habitués du voisinage d’un quartier résidentiel.
Si tous fonctionnent selon un système de commande au fur et à mesure et proposent un service rapide et une variété de plats économiques, le monde des izakaya est aussi marqué par une concurrence forte, chaque enseigne essayant de se différencier et de s'attacher une clientèle fidèle, avec :
- une carte plus traditionnelle ou plus moderne (c'est-à-dire innovante, occidentalisée…),
- une carte régionaliste popularisant les productions de l'ancien pays de Tosa (bonite mi-cuite), Kagoshima (cochon noir), Nagoya (poulet koshin, gambas panées, nouilles plates, miso rouge),
- un cadre traditionnel évoquant les années Showa (du nom de l'ancien empereur) ou au contraire moderne,
- des formules boissons ou plats à volonté.

## Sociologie
Le mode de vie du citadin japonais et en particulier du salaryman (horaires de travail, transport en commun) en font de loin le premier consommateur au monde de restauration hors foyer. Dans ces conditions, l’izakaya est autant un lieu de consommation que de socialisation où sont évoqués les derniers sujets à la mode, les difficultés du travail ou les nouvelles de la chronique familiale. Le nomikai est ainsi un vrai phénomène de société.

## Culture
L’izakaya a servi de décors à de nombreuses scènes du cinéma japonais depuis un siècle. Yasujirō Ozu en fait largement usage tout au long de son œuvre (par exemple dans Une auberge à Tokyo, Le Goût du saké, Fleurs d'équinoxe). Le héros de Shall we dance (la version originale japonaise de 1996) y boit un verre avec ses deux coapprentis.